# Salvar la cara (película de 2012)
Salvar la cara o Saving face es  un documental pakistaní codirigido por Daniel Junge y Sharmeen Obaid-Chinoy y ganador del Oscar al mejor cortometraje en 2012.
El documental muestra el trabajo del cirujano plástico doctor Muhammad Jawad, quien se ocupa de realizar las cirugías reconstructivas de mujeres sobrevivientes de ataques de ácido. Debido al machismo y las desigualdades estructurales de la sociedad pakistaní, estas mujeres se enfrentan a enormes dificultades para acceder al sistema judicial y lograr condena para sus agresores, cuyos delitos quedan impunes.

## Sinopsis
Este documental entrevista a varias sobrevivientes de los cientos de ataques con ácido que se realizan por año en Pakistán. La película muestra un cirujano plástico paquistaní que regresó a vivir a su país para ayudar a  estas mujeres a recuperar sus caras y sus vidas. Se cuenta la historia de Saba Qaiser, una muchacha de 18 años que logró sobrevivir a la paliza de su tío, el disparo de su padre y no se ahogó en el río al que la arrojaron sus familiares.
Se cuenta la historia de Zakia y Rukhsana en su intento de llevar a sus agresores ante la justicia. Se muestra cómo la abogada Sarkar Abbas trabaja para ayudar a Zakia. Se muestra a Marvi Memon, una política pakistaní que promueve una legislación que condene a los agresores. Se muestra la impunidad de los mismos.

## Reparto
- Mohammad Jawad, cirujano plástico.
- Zakia
- Rukhsana
- Saba Qaiser
- Marvi Memon, política pakistaní.
- Sarkar Abbas, abogada de Zakia.

## Dirección
- Daniel Junge
- Sharmeen Obaid-Chinoy

## Reconocimientos
La película ganó un Premio Emmy en 2012 y un Premio Oscar 2012 por Mejor Documental (Cortometraje).